# Cao Ang
Cao Ang (chinesisch 曹昂, Pinyin Cáo Áng, W.-G. Ts'ao Áng; Zì 子脩,  Zixiū,  Tzu-hsiū; * 175; † 197) war der älteste Sohn des Warlords Cao Cao zur Zeit der Drei Reiche im alten China.
Er wurde als Sohn von Cao Cao und seiner Frau Liu geboren. Über sein frühes Leben ist wenig bekannt, im Wesentlichen nur seine Ernennung zum Xiaolian im Jahr 194.
197 nahm Cao Ang an seines Vaters Feldzug zur Eroberung der Jingzhou-Provinz teil. Damals unterwarf sich der unbedeutendere Warlord Zhang Xiu, der über Wancheng herrschte, Cao Cao, der dessen Tante heiratete. Darüber war Zhang Xiu nicht erfreut, weshalb Cao Cao ein Attentat auf ihn plante. Aber Zhang Xiu erfuhr davon und kam ihm zuvor, indem er Cao Cao in seinem Lager angriff.
Cao Cao wurde in einem Überraschungsangriff arg bedrängt, und als sein Pferd unter den Pfeilen zusammenbrach, bot Cao Ang ihm das seine an. So entkam Cao Cao, aber Cao Ang und sein Cousin Cao Anmin fielen in der Schlacht.
Weil Cao Ang kinderlos gestorben war, machte Cao Pi nach seiner Thronbesteigung 221 Cao Wan, den Sohn seines Bruders Cao Jun, zu Cao Angs Nachfolger.